# Mupen64
Mupen64 "Multi-Platform Emulator for the N64" (Emulador multiplataforma per a N64) és un  emulador de la  consola de videojocs Nintendo 64.
Mupen64 es va desenvolupar originalment en i per a sistemes GNU / Linux, però està dissenyat per a ser multiplataforma. Ha estat portat a altres  sistemes operatius utilitzant la biblioteca  SDL, incloent Microsoft Windows, BeOS, Mac OS X, i FreeBSD. Mupen64 és programari lliure, publicat sota els termes de la  Llicència pública general de GNU.
Mupen64 va conèixer la popularitat després que el lloc web Goldeneye Forever va utilitzar la seva funcionalitat en línia per iniciar tornejos.

## Història
Mupen64 va ser publicat per primera vegada l'any 2001. Originalment anunciat com un emulador multiplataforma escrit usant SDL, amb un recompilador dinàmic i un  port per a Microsoft Windows. 8 dies després es va anunciar que hi hauria un port de l'emulador per BeOS, el qual va ser alliberat, però, no s'actualitza des de la versió 0.0.4.
Mupen64 es va millorar amb el temps, adquirint característiques com gravació, sincronització de so, i una  interfície gràfica  GTK 2. Hacktarux va estar treballant activament en el projecte fins al seu últim llançament oficial a 2005: Mupen64 0.5.1.

## Nucli
Al  nucli de Mupen64 existeixen 3 diferents emuladors de  CPU. Un en manera intèrpret de CPU, 1 recompilador dinàmic x86, i un intèrpret pur.
L'intèrpret de CPU és un intèrpret optimitzat que guarda els opcodes en memòria cau per ser més ràpid que un intèrpret pur. El recompilador dinàmic de CPU recompila el codi de N64 a  codi de màquina natiu. L'intèrpret CPU pur és un simple emulador d'intèrpret. És més lent i menys eficaç que els altres nuclis.
A causa que el recompilador dinàmic ha estat especialitzat per a un determinat tipus de  processador, de vegades pot ser necessari utilitzar l'intèrpret quan la CPU que s'està utilitzant no és compatible amb el recompilador dinàmic. En el cas de Mupen64, tots els ordinadors x86 són capaços d'executar la seva recompilador dinàmic.

### Mupen64k
Mupen64k és un pegat per afegir a Mupen64 el suport d'un jugador en línia Kaillera. Tot i que està actualitzat, el codi font no existeix, i només està disponible per a Windows (com ho és Kaillera), és encara l'única branca de Mupen64 amb capacitat de  xarxa. Mupen64k va ser desenvolupat per okaygo, que s'ha sumat al projecte Mupen64Plus. Mupen64k va ser empaquetat amb SupraClient de Kaillera que suporta captura de AVI a alta velocitat.

### Mupen64Plus
Mupen64Plus és un projecte que pretén millorar el codi de Mupen64 0.5. Originalment va ser desenvolupat per afegir una recompilació de 64 bits del nucli, però, es va decidir poc després de la seva creació que es convertirà en un projecte molt més gran. Actualment allotja els seus propis connectors en un repositori de Subversion, que inclou un recompilador de 64 bits, un port de Glide64 Wonder Plus, algunes correccions d'errors i posades al dia de Rice vídeo i glN64, continuacions de JttL SDL Àudio plugin i del propi Mupen64 Àudio plugin, una continuació de Blight 's SDL Input plugin, l'original connector d'entrada de Mupen64 i Mupen64 HLE RSP connector.
La seva codi font s'emmagatzema en el seu propi repositori mentre que la seva pàgina d'inici s'emmagatzema en Google Code, on posseeix un  grup de Google i un wiki.
A més, els ports de Mac OS X i Windows han estat publicats, però encara es troben en desenvolupament.

### Mupen64gc
Mupen64gc és un port de Mupen64 per a Nintendo GameCube i Wii que utilitza la biblioteca libOGC. Per a aquest port en desenvolupament es planeja l'ús de recompilació dinàmica del codi de màquina de N64 perquè s'utilitzi en PowerPC (l'arquitectuta de Gamecube i de Wii) i s'intenta aconseguir una completa acceleració gràfica per hardware i plena velocitat d'emulació per a aquesta plataforma.